# Washington Crossing (New Jersey)
Washington Crossing est une census-designated place située dans le comté de Mercer, dans l’État du New Jersey, aux États-Unis. Lors du recensement de 2020, elle compte 371 habitants.